# Koporscy
Koporscy – nazwisko bezimiennych kniaziów (książąt) najprawdopodobniej pochodzenia litewskiego, współdziałających z księciem Patrykiem Narymuntowicem i jego bratankiem Romanem Juriewicem w walce Nowogrodu Wielkiego z księciem moskiewskim Dymitrem Iwanowicem Dońskim w 1385 lub 1386 r., którzy mogą być powiązani z kniaziami Rużyńskimi.